# 田春羅
田 春羅（でん しゅんら、1108年 - 1128年）は、南宋の高宗の即位前の側室。

## 生涯
北宋で郡君に封ぜられた。
靖康の変後、金に連行された。高宗は南宋で即位後、金に抑留されたままの正室邢秉懿を皇后に封じたが、側室らの冊封はしなかった。金の天会5年（1127年）6月7日、高宗に屈辱を与えるため、田春羅は高宗の母（韋賢妃）、高宗の他の妻妾（邢秉懿・姜酔媚）、高宗の娘（趙仏佑・趙神佑など）と共に、洗衣院に落とされた。翌天会6年（1128年）4月、田春羅は洗衣院で死去した。

## 伝記資料
- 『靖康稗史箋證』
- 『宋史』